# HV71

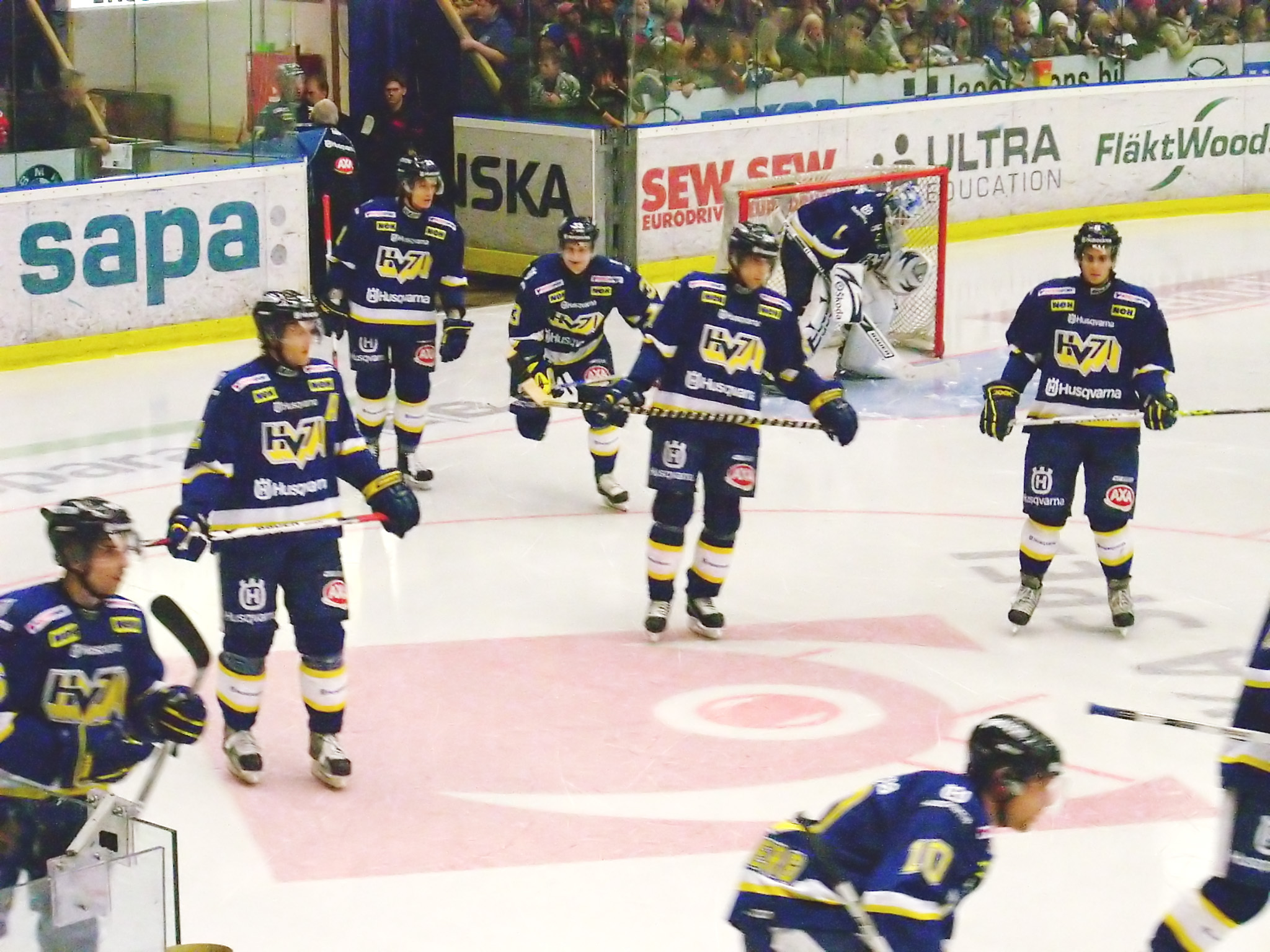
Spelers van HV71

HV71 is een ijshockeyclub uit Jönköping/Huskvarna in Zweden . De club werd opgericht op 24 mei 1971. De club werd Zweeds kampioen in 1995, 2004, 2008, 2010 en 2017.